# Campionato mondiale di enduro 2006
Il Campionato mondiale di enduro 2006, diciassettesima edizione della competizione ha avuto inizio in Svezia il 18 marzo ed è terminata in Francia il 24 settembre dopo 8 prove.

## Sistema di punteggio e legenda
| Pos.  | 1  | 2  | 3  | 4  | 5  | 6  | 7  | 8  | 9  | 10 | 11 | 12 | 13 | 14 | 15 | 16 | 17 | 18 | 19 | 20 | 21 > |
| ----- | -- | -- | -- | -- | -- | -- | -- | -- | -- | -- | -- | -- | -- | -- | -- | -- | -- | -- | -- | -- | ---- |
| Punti | 25 | 22 | 20 | 18 | 16 | 15 | 14 | 13 | 12 | 11 | 10 | 9  | 8  | 7  | 6  | 5  | 4  | 3  | 2  | 1  | 0    |

## E1

### Calendario
| Prova | Data            | Gran Premio                   | Località    | Vincitore gara 1 | Vincitore gara 2 |
| ----- | --------------- | ----------------------------- | ----------- | ---------------- | ---------------- |
| 1     | 18-19 marzo     | Gran Premio di Svezia         | Östersund   | Petri Pohjamo    | Iván Cervantes   |
| 2     | 6-7 maggio      | Gran Premio del Portogallo    | Guimarães   | Simone Albergoni | Iván Cervantes   |
| 3     | 13-14 maggio    | Gran Premio di Spagna         | Guernica    | Iván Cervantes   | Iván Cervantes   |
| 4     | 17-18 giugno    | Gran Premio d'Italia          | Bergamo     | Iván Cervantes   | Iván Cervantes   |
| 5     | 15-16 luglio    | Gran Premio del Canada        | Parry Sound | Iván Cervantes   | Simone Albergoni |
| 6     | 22-23 luglio    | Gran Premio degli Stati Uniti | Hancock     | Bartosz Oblucki  | Iván Cervantes   |
| 7     | 2-3 settembre   | Gran Premio di Slovacchia     | Krompachy   | Iván Cervantes   | Iván Cervantes   |
| 8     | 23-24 settembre | Gran Premio di Francia        | Boussac     | Bartosz Oblucki  | Marc Germain     |

### Classifiche finali

#### Piloti
| Pos. | Pilota               | Moto      | Punti |
| ---- | -------------------- | --------- | ----- |
| 1    | Iván Cervantes       | KTM       | 372   |
| 2    | Simone Albergoni     | HM Honda  | 318   |
| 3    | Bartosz Oblucki      | Husqvarna | 291   |
| 4    | Alessandro Belometti | KTM       | 284   |
| 5    | Maurizio Micheluz    | Yamaha    | 255   |
| 6    | Petri Pohjamo        | TM        | 166   |
| 7    | Hélder Rodrigues     | Yamaha    | 155   |
| 8    | Mike Hartmann        | KTM       | 148   |
| 9    | Nicolas Deparrois    | Husqvarna | 125   |
| 10   | Freddy Blanc         | KTM       | 82    |

#### Costruttori
| Pos. | Costruttore | Punti |
| ---- | ----------- | ----- |
| 1    | KTM         | 372   |
| 2    | HM Honda    | 333   |
| 3    | Husqvarna   | 301   |
| 4    | Yamaha      | 273   |
| 5    | TM          | 173   |
| 6    | Suzuki      | 90    |
| 7    | Kawasaki    | 64    |
| 8    | Gas Gas     | 23    |

## E2

### Calendario
| Prova | Data            | Gran Premio                   | Località    | Vincitore gara 1 | Vincitore gara 2 |
| ----- | --------------- | ----------------------------- | ----------- | ---------------- | ---------------- |
| 1     | 18-19 marzo     | Gran Premio di Svezia         | Östersund   | Samuli Aro       | Samuli Aro       |
| 2     | 6-7 maggio      | Gran Premio del Portogallo    | Guimarães   | Stefan Merriman  | Johnny Aubert    |
| 3     | 13-14 maggio    | Gran Premio di Spagna         | Guernica    | Stefan Merriman  | Johnny Aubert    |
| 4     | 17-18 giugno    | Gran Premio d'Italia          | Bergamo     | Samuli Aro       | Samuli Aro       |
| 5     | 15-16 luglio    | Gran Premio del Canada        | Parry Sound | Samuli Aro       | Samuli Aro       |
| 6     | 22-23 luglio    | Gran Premio degli Stati Uniti | Hancock     | Samuli Aro       | Mika Ahola       |
| 7     | 2-3 settembre   | Gran Premio di Slovacchia     | Krompachy   | Stefan Merriman  | Johnny Aubert    |
| 8     | 23-24 settembre | Gran Premio di Francia        | Boussac     | Samuli Aro       | Mika Ahola       |

### Classifiche finali

#### Piloti
| Pos. | Pilota             | Moto      | Punti |
| ---- | ------------------ | --------- | ----- |
| 1    | Samuli Aro         | KTM       | 360   |
| 2    | Mika Ahola         | Honda     | 328   |
| 3    | Stefan Merriman    | Yamaha    | 318   |
| 4    | Johnny Aubert      | Yamaha    | 277   |
| 5    | Fabien Planet      | KTM       | 239   |
| 6    | Cristobal Guerrero | Gas Gas   | 210   |
| 7    | Xavier Galindo     | KTM       | 185   |
| 8    | Nicolas Paganon    | Husqvarna | 153   |
| 9    | Fabrizio Dini      | Yamaha    | 141   |
| 10   | Alessandro Botturi | Aprilia   | 135   |

#### Costruttori
| Pos. | Costruttore | Punti |
| ---- | ----------- | ----- |
| 1    | KTM         | 360   |
| 2    | Yamaha      | 356   |
| 3    | Honda       | 328   |
| 4    | Gas Gas     | 210   |
| 5    | Husqvarna   | 165   |
| 6    | Aprilia     | 135   |
| 7    | Husaberg    | 134   |
| 8    | Beta        | 112   |
| 9    | TM          | 108   |
| 10   | Sherco      | 58    |

## E3

### Calendario
| Prova | Data            | Gran Premio                   | Località    | Vincitore gara 1 | Vincitore gara 2 |
| ----- | --------------- | ----------------------------- | ----------- | ---------------- | ---------------- |
| 1     | 18-19 marzo     | Gran Premio di Svezia         | Östersund   | David Knight     | David Knight     |
| 2     | 6-7 maggio      | Gran Premio del Portogallo    | Guimarães   | David Knight     | David Knight     |
| 3     | 13-14 maggio    | Gran Premio di Spagna         | Guernica    | David Knight     | David Knight     |
| 4     | 17-18 giugno    | Gran Premio d'Italia          | Bergamo     | David Knight     | David Knight     |
| 5     | 15-16 luglio    | Gran Premio del Canada        | Parry Sound | David Knight     | David Knight     |
| 6     | 22-23 luglio    | Gran Premio degli Stati Uniti | Hancock     | David Knight     | David Knight     |
| 7     | 2-3 settembre   | Gran Premio di Slovacchia     | Krompachy   | David Knight     | David Knight     |
| 8     | 23-24 settembre | Gran Premio di Francia        | Boussac     | David Knight     | David Knight     |

### Classifiche finali

#### Piloti
| Pos. | Pilota              | Moto     | Punti |
| ---- | ------------------- | -------- | ----- |
| 1    | David Knight        | KTM      | 400   |
| 2    | Sebastien Guillaume | Gas Gas  | 319   |
| 3    | Marko Tarkkala      | KTM      | 296   |
| 4    | Bjorne Carlsson     | Husaberg | 294   |
| 5    | Marcus Kehr         | KTM      | 239   |
| 6    | Vita Kuklik         | KTM      | 206   |
| 7    | Alessio Paoli       | KTM      | 196   |
| 8    | Daniel Persson      | Husaberg | 163   |
| 9    | Alessandro Zanni    | Aprilia  | 160   |
| 10   | Paolo Bernardi      | Honda    | 147   |

#### Costruttori
| Pos. | Costruttore | Punti |
| ---- | ----------- | ----- |
| 1    | KTM         | 400   |
| 2    | Gas Gas     | 319   |
| 3    | Husaberg    | 294   |
| 4    | TM          | 201   |
| 5    | Aprilia     | 187   |
| 6    | Honda       | 165   |
| 7    | Beta        | 94    |
| 8    | Sherco      | 80    |
| 9    | Husqvarna   | 74    |